# رابین رایت (نویسنده)

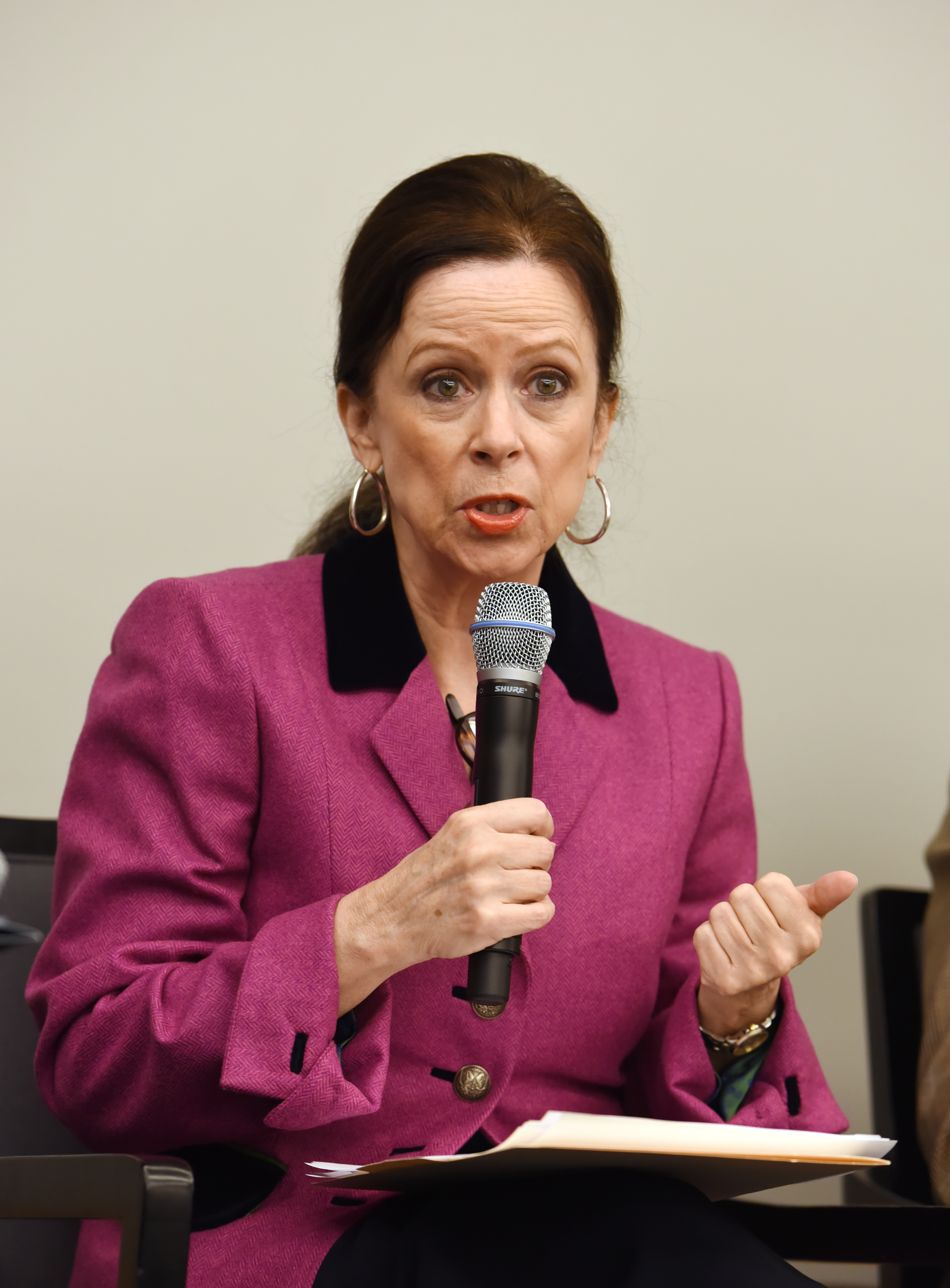
رابین بی. رایت

رابین بی. رایت (متولد ۱۹۴۸ در میشیگان ایالات متحده آمریکا) نویسنده، روزنامه‌نگار و تحلیل گر امور خارجه آمریکایی است. وی که هم‌اکنون در واشینگتن ساکن است، از دانشگاه میشیگان فارغ‌التحصیل شده‌است.

## کتاب‌ها
- رابین رایت، قصبه را بجنبان: طغیان و شورش در جهان اسلام سایمون اند شوستر (۱۹ ژوئیه ۲۰۱۱) شابک ‎۹۷۸-۱-۴۳۹۱-۰۳۱۶-۶
- رابین رایت (ویراستار), کتاب آموزشی ایران: قدرت، سیاست، و آمریکا انتشارات کانون صلح ایالات متحده آمریکا (۱ دسامبر ۲۰۱۰) شابک ‎۹۷۸-۱-۶۰۱۲۷-۰۸۴-۹
- رابین رایت، رؤیاها و سایه‌ها: آینده خاور میانه انتشارات پنگوئن (۲۰۰۸) شابک ‎۱−۵۹۴۲۰−۱۱۱−۰, a کتاب برگزیده نیویورک تایمز در سال ۲۰۰۸ و یکی از “بهترین کتب سال ۲۰۰۸” از دیدگاه واشینگتن پست’
- رابین رایت، آخرین انقلاب بزرگ: تحول در ایران (۲۰۰۰) شابک ‎۹۷۸-۰-۳۷۵-۷۰۶۳۰-۱
- رابین رایت و دایل مک مأنوس،  نقاط قوت: معاهدات و خطرات در دنیای نوین انتشارات بالانتین بوکز (۲۲ دسامبر ۱۹۹۲) شابک ‎۹۷۸-۰-۴۴۹-۹۰۶۷۳-۶
- رابین رایت، به نام خدا: دهه خمینی سایمون اند شوستر (اکتبر ۱۹۸۹) شابک ‎۹۷۸-۰-۶۷۱-۶۷۲۳۵-۵
- رابین رایت، شورش مقدس: خشم نظامی اسلامی سایمون اند شوستر (اکتبر ۱۹۸۵) شابک ‎۹۷۸-۰-۶۷۱-۶۰۱۱۳-۳, آندره دیچ (۱۹۸۶) شابک ‎۹۷۸-۰-۲۳۳-۹۷۸۸۳-۳, تاچستون (rev. 2001) شابک ‎۹۷۸-۰-۷۴۳۲-۳۳۴۲-۲